# Notarkammer Koblenz
Die Notarkammer Koblenz ist eine Körperschaft in Koblenz für den Bezirk des OLG Koblenz,  in der die Notare organisiert sind. Die Aufsichtsbehörde ist das Ministerium der Justiz Rheinland-Pfalz.

## Geschichte
Die Notarordnung für Rheinland-Pfalz wurde am 3. September 1949 erlassen. Auf dieser Grundlage konstituierte sich die Notarkammer Koblenz am 19. November 1949 mit der Wahl des Vorstands und der Aufstellung einer Satzung. Im Jahr 1962 wurde die Notarversorgungskasse Koblenz als Sondervermögen der Notarkammer Koblenz gegründet. Es handelt sich dabei um das berufsständische Versorgungswerk für die Notare und Notarassessoren im Bezirk des Oberlandesgerichts Koblenz. Anfang der 1990er Jahre leistete die Notarkammer Koblenz Aufbauarbeit in Thüringen. Zudem pflegt die Notarkammer Koblenz regelmäßige Kontakte zur litauischen und bulgarischen Notarkammer.

## Leitung
- Präsident: Ulrich Dempfle
- Vizepräsident: Rudolf Mackeprang
- Geschäftsführer: Stephan Biehl